# Otagoa wiltoni
Otagoa wiltoni är en spindelart som beskrevs av Forster 1970. Otagoa wiltoni ingår i släktet Otagoa och familjen Desidae. Inga underarter finns listade i Catalogue of Life.